# Fort Christiansborg
Fort Christiansborg, nu Osu Castle, var det største danske støttepunkt på Guldkysten i det nuværende Ghana og var udskibningshavn for den danske slavehandel til sukkerplantagerne i Caribien. Fra fortet er der sendt titusinder til Caribien under dybt umenneskelige forhold. Cirka 100.000 overlevede opholdet og skibsrejsen. Omkring 500.000 blev taget til fange og sat i fangekældre på Christiansborg. De fleste døde pga. forholdene i fangekældrene, hvor mangel på ilt, mad og drikke fik de svageste til at bukke under. Denne brutale selektion sikrede, at kun de stærkeste blev sendt til afsted.[kilde mangler] Skibene indgik som regel i den såkaldte trekantshandel. Fortet blev bygget i 1661 og skiftede ejer flere gange, men var det meste af kolonitiden et handelsfort på danske hænder. Det oprindelige fort blev ombygget flere gange. I 1850 solgte Danmark sine kolonier i Afrika og Indien, og bygningen blev senere hovedsæde for den britiske koloniadministration i Gold Coast Colony. Bygningen anvendtes frem til 2013 som Ghanas præsidentpalads og er i dag benævnt efter distriktet Osu i det centrale Accra.

## Historie
Området blev først koloniseret af Portugal i 1550, men i det 17. århundrede mistede portugiserne kontrollen. Området kom under svensk kontrol i 1650'erne, ledet af en handelsmand fra Rostock, Henrik Carloff. I 1652 fik han tilladelse til at bygge en lille befæstning af kongen af Accra, som han tidligere havde gjort forretninger med. I 1660 skiftede kontrollen af området over til Holland, men de mistede hurtigt området til Danmark, da Carloff i 1657 var tilbage i Afrika, denne gang som repræsentant for danskerne. Målet var at erobre det fort, han tidligere havde grundlagt, hvilket lykkedes. Fortet blev den primære udskibningshavn for den danske handel med guld, elfenben og slaver.
Fort Christiansborg lå tæt på to andre forter. Fort Crèvecoeur, der var under hollandsk kommando, og Fort James, der var styret af briterne. For at styrke besiddelsen købte danskerne tilstødende stykker land og udvidede fortet [kilde mangler]. Navnet "Christiansborg" stammer fra Christian V's regeringstid. Danmark var de næste 200 år ejer af fortet, dog afbrudt af kortere perioder med portugisisk og Akwamu-herredømme. Fra 1685 fungerede fortet som hovedsæde for de danske kolonibesiddelser på Guldkysten, en status det overtog fra Fort Frederiksborg.
I 1679 ledte vicekommandant Bolten et mytteri for at myrde fortets kommandant. Kort tid efter blev fortet anløbet af et portugisisk skib under kommando af Julião de Campos Barreto, som købte fortet af Bolten. Fortets navn blev ændret til Fort Sao Francisco Xavier efter Francis Xavier, en katolsk missionær, et lille kapel blev bygget, og bastionen blev løftet med tre fod. Fortet blev forladt d. 29. august 1682, efter at garnisonen havde gjort mytteri. Danske styrker tog igen fortet i besiddelse i februar 1683 efter at have fået det overdraget af Portugal.
Akwamu-stammen besatte med list fortet i 1693 og besejrede med lethed garnisonen, som var reduceret af død og sygdom. Assameni, lederen af kuppet, holdt fortet besat i et år, hvor han fortsatte handelen. I 1694 måtte han sælge fortet tilbage til danskerne for 12 kg guld, men han beholdt nøglerne, som stadig er i Akwamu-folkets besiddelse. Fortet forfaldt igennem den første halvdel af 1700-tallet, og i 1722 rapporterede englænderne at fortet var en ruin. Genopbygning og udvidelse af fortet blev udført senere i samme århundrede, men strukturelle forbedringer blev først gjort i 1824. Disse forbedringer inkluderede forrådskammer, sovekamre til garnisonen, platforme, bastioner og huse, som resulterede i, at fortet blev fire gange større end det oprindelige.
Omkring år 1800 var to af N.F.S. Grundtvigs ældre brødre, Jacob og Niels, præster ved fortet. Her døde begge tragisk af sygdom.
Wulff Joseph Wulff var en af dem, som arbejdede ved handelsfortet, efter at slavehandelen var slut. Det var plantagedrift, danskerne satsede på i første halvdel af 1800-tallet. Wulff blev integreret i det afrikanske samfund. Han indgik et legitimt forhold til en mulatkvinde af Ga-folket, og han byggede sit eget hus i landsbyen Osu.
I 1850 købte briterne de danske besiddelser i Indien og på Guldkysten for 10.000 pund, herunder Fort Christiansborg. Efter slavehandelen var blevet forbudt, havde den danske stat ingen strategisk interesse i at bevare kontrollen med forterne, efter disse ikke længere kunne udfylde deres oprindelige formål, og fortsat besiddelse af forterne ville være en underskudsforretning. Storbritannien oplevede den samme problematik, men var opsat på at forhindre illegal slavehandel og forhindrede Frankrig og Belgien i at få besiddelser på Guldkysten.
I 1862 ødelagde et jordskælv det meste af de øverste etager, hvilke blev genopbygget i træ. I samme århundrede blev slottet hovedsædet for den britiske koloniadministration. I 1950 blev de øverste etager genopbygget efter de originale danske tegninger fra 1824. I 1957 blev Ghana selvstændigt, men bevarede den britiske dronning Elizabeth som statsoverhoved. Fortet blev nu residenssæde for den britiske generalguvernør. I 1960 blev Ghana en republik, og bygningen blev nu residens for republikkens første præsident, Kwame Nkrumah.
I 2005 var der en debat om, hvorvidt Osu Castle skulle erstattes som regeringsbygning. Præsident John Kufuor argumenterede for flytningen, da han mente, at fortet med dens historie om slavehandel ikke burde være regeringsbygning. Men argumentet mod flytningen var, at det var dyrt, og at pengene til at opføre et nyt hovedsæde kunne bruges bedre på andre emner.

## Egenskaber
Osu-slottet var frem til 2013 hovedsædet for regeringen i Ghana, som har 2.100 ansatte. De vigtigste funktioner bliver udført fra selve fortet, men andre bygninger bliver også brugt. Mange internationale repræsentanter har besøgt fortet, mens de var i regionen, inklusiv de amerikanske præsidenter Richard Nixon og Bill Clinton samt den tidligere tyske kansler Gerhard Schröder. Endvidere blev der bygget et ekstra værelse til ære for dronning Elizabeth II's besøg i 1961, et år efter Ghana blev en republik.
Det nuværende fort er skabt af forskellige udvidelser fra de oprindelige bygninger, som giver den et uortodokst udseende. Den har mange faciliteter for de ansatte, inklusive en klinik, café, butikker og et postkontor. Fortet er bemandet med en fast garnison.